# Opogona clinomima
Opogona clinomima är en fjärilsart som beskrevs av Edward Meyrick 1918. Opogona clinomima ingår i släktet Opogona och familjen äkta malar. Inga underarter finns listade i Catalogue of Life.